# Wyższa Szkoła Zarządzania i Finansów we Wrocławiu
Wyższa Szkoła Zarządzania i Finansów we Wrocławiu – nieistniejąca już uczelnia, która została założona w 1995 roku jako pierwsza uczelnia niepubliczna na Dolnym Śląsku. Kształciła studentów na kierunkach: Zarządzanie, Finanse i Rachunkowość, Politologia oraz Filologia Angielska w trybie dziennym lub zaocznym. Studia kończyły się uzyskaniem tytułu licencjata. Wcześniej miała również uprawnienia do prowadzenia studiów magisterskich na kierunku Finanse i Rachunkowość, zawieszone przez Ministerstwo Nauki i Szkolnictwa Wyższego. Uczelnia dysponowała trzema budynkami: przy ul. Łąkowej, Sieradzkiej i Pabianickiej (siedziba uczelni). W dniu 1 października 2012 roku została wcielona do Wyższej Szkoły Bankowej we Wrocławiu, która przejęła majątek Szkoły oraz kształcenie studentów.

## Władze Uczelni
- Założyciel – Adam Borberg
- Rektor – dr Grażyna Berentowicz-Sobczak
- Kanclerz – mgr inż. Anna Manek
- Prorektor ds. dydaktyki – dr inż. Marian Waldemar Brol

## Katedry
- Katedra Finansów
- Katedra Marketingu
- Katedra Metod Ilościowych
- Katedra Nauk Społecznych i Prawa Gospodarczego
- Katedra Politologii
- Katedra Rachunkowości
- Katedra Zarządzania
- Katedra Zastosowań Informatyki

## Kierunki
W ostatnim roku działalności Uczelnia kształciła studentów na czterech kierunkach I stopnia:
- Finanse i Rachunkowość,
- Zarządzanie,
- Politologia,
- Filologia:
  - filologia angielska.